# Бернсбах
Бернсбах (нем. Bernsbach) — бывшая община в немецкой федеральной земле Саксония. С 1 января 2013 года входит в состав города Лаутер-Бернсбах.
Подчиняется административному округу Кемниц и входит в состав района Рудные Горы (район Германии). Население составляет 4446 человек (на 31 декабря 2010 года). Занимает площадь 8,75 км².
Община подразделялась на 2 сельских округа.